# Suobbatträsket
Het Suobbatträsket is een meer in het noorden van Zweden. Het ligt in de gemeente Gällivare is ongeveer 2 bij 0,2 km en is de bron van de Vitån. Er ligt het gehucht Suobbot op de oostoever met minder dan 25 inwoners.
meer Suobbatträsket → Vitån → Vitåfjord → meer Jämtöfjord → Jämtörivier → Botnische Golf